# Grüne Waffenfliege
|  | Dieser Artikel wurde aufgrund von formalen oder inhaltlichen Mängeln in der Qualitätssicherung Biologie im Abschnitt „Ausbaubedürftige Artikel“ zur Verbesserung eingetragen. Dies geschieht, um die Qualität der Biologie-Artikel auf ein akzeptables Niveau zu bringen. Bitte hilf mit, diesen Artikel zu verbessern! Artikel, die nicht signifikant verbessert werden, können gegebenenfalls gelöscht werden. Lies dazu auch die näheren Informationen in den Mindestanforderungen an Biologie-Artikel. Begründung: Lemma noch nicht gut definiert, Sätze nicht ausformuliert und z.T. unverständlich. |

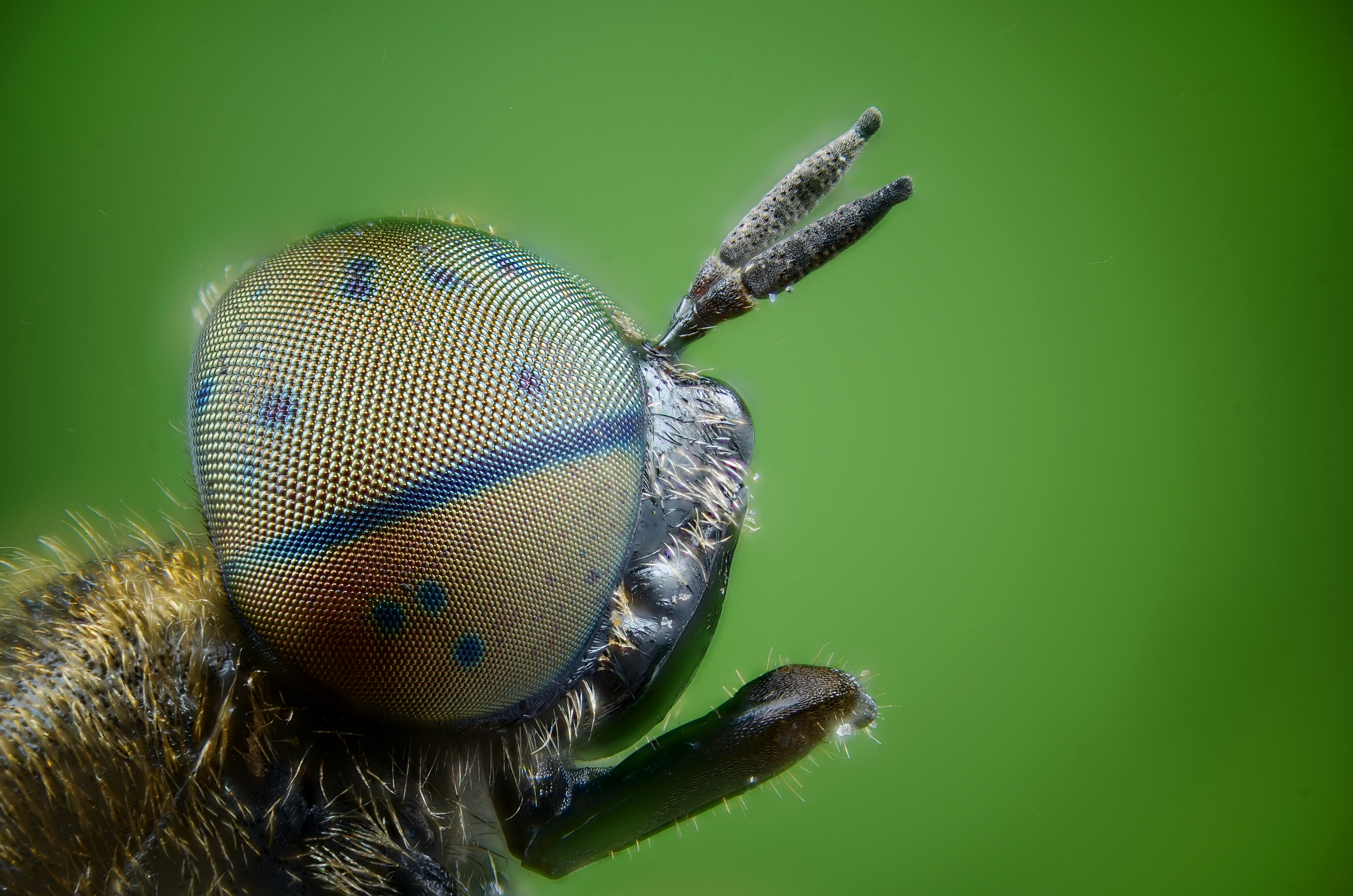
Grüne Waffenfliege (Oplodontha viridula), Detailfoto vom Kopf

Die Grüne Waffenfliege (Oplodontha viridula) ist eine 6 bis 9 Millimeter große Art der Waffenfliegen.

## Merkmale
Auch die Grüne Waffenfliege hat das für Waffenfliegen typische Schildchen (Scutellum) mit zwei Dornen. Die Brust ist goldgrün und metallisch glänzend. Der Hinterleib ist grün oder gelblich, seltener auch rötlich mit schwarzer, in Form und Ausdehnung variabler Binde. Die Fühler und das Scutellum sind ganz schwarz. Die Augen der lebenden Waffenfliege sind mit Bändern und Flecken gekennzeichnet. Beim Männchen grenzen die Augen direkt aneinander, bei Weibchen sind die Augen deutlich getrennt. Das erste Fühlerglied ist höchstens zweimal so lang wie die zweite sehr schmal Diskalzelle.
Der Grünen Waffenfliege ist z. B. Odontomyia angulata ähnlich, die aber orangefarbene Fühler, ein teilweise grünes Scutellum und keine dunkle Zeichnung auf den Augen aufweist. Auch Odontomyia hydroleon hat ein teilweise grünes Scutellum und schwarze Fühler.
Die Larve ist hell- oder dunkelbräunlich mit unterschiedlichen Längsstreifen oder Markierungen. Auf der Rückenseite hat sie kurze, niedergedrückte Haare, auf der Bauchseite sind die mittleren Bereiche der Segmente etwas länger. Die Länge beträgt 16 mm. Die Larven leben im Wasser. Ausgewachsene Tiere ernähren sich von Pollen und Nektar von verschiedenen Blüten, besonders von Blüten von Korb- und Doldenblütlern.

## Vorkommen
Die Art ist in Südeuropa, Mitteleuropa und im südlichen Nordeuropa in der Nähe stehender Gewässer anzutreffen.